# Caseinato de calcio
El caseinato de calcio es una proteína de alto valor biológico propia de la leche. Es popular por ser empleado como suplemento dietético en el culturismo y en la práctica de otros deportes. Se suele ingerir antes de ir a la cama o en el desayuno, la propiedad que posee es la ralentizar el metabolismo de los aminoácidos y con ello prolonga la síntesis de las proteínas. Se sintetiza desde la leche de vaca y posee un alto grado de ácido glutámico. 

## Usos
Aparte de sus usos en el deporte que favorecen el crecimiento muscular y refuerzan los huesos, se administra a personas que por intolerancia a la lactosa no pueden ingerir ni leche, ni productos lácteos debido a su bajo contenido de lactosa. Su misión es la de aportar calcio y por lo tanto evitar la descalcificación de los huesos en personas de baja actividad.

## Características
Las caseínas representan en su conjunto el 80 % de las proteínas de la leche de vaca. Cuando la leche se acidifica, las caseínas precipitan. El tratamiento de ese precipitado con hidróxido cálcico o hidróxido sódico da lugar a los correspondientes caseinatos. Se producen sobre todo en Australia y Nueva Zelanda, utilizándose aproximadamente el 70 % en alimentación y el resto en la industria, para la fabricación de colas y de fibras textiles. Los caseinatos son resistentes al calentamiento, mucho más que la mayoría de las proteínas. Se utilizan en tecnología de los alimentos fundamentalmente por su propiedad de interaccionar con el agua y las grasas, lo que los hace buenos emulsionantes. Se utilizan mucho en repostería, confitería y elaboración de galletas y cereales para desayuno, en substitución de la leche, de la que tienen algunas de sus propiedades.Las caseínas son proteínas y por lo tanto aportan también valor nutricional al producto. Su composición en aminoácidos es próxima a la considerada como ideal, y contienen además un cierto porcentaje de fósforo. El caseinato sódico está sin embargo prácticamente desprovisto de calcio, ya que aunque este elemento se encuentra asociado a la caseína presente en la leche, se pierde durante la primera etapa de su transformación. Son productos totalmente seguros para la salud y no tienen limitada la ingestión diaria admisible. 